# 经济学原理
经济学原理（principles of economics）是经济学基础的知识，主要分为微观经济学和宏观经济学两个部分。在微观經濟學中，主要講的是价格理论，有关市场中生产者和消费者的个体市场行为，其中包括有市场供求理论，和博弈论的初级内容；宏观經濟學，是以市场宏观经济为主，考虑政府的行为对市场的影响，其中包括通货膨胀、贴现率、利率、税收以及汇率等相关政策对经济体的影响。

## 均衡價格理論
商品的供給和需求處於均衡狀態時所形成的價格，就是均衡價格，它是由需求曲線與供給曲線直接決定的。均衡價格就是需求曲線與供給曲線交叉點所決定的價格。當供需均衡時，一個單位時間內所產生的商品量可以稱作均衡產量，它的售價就是均衡價格。顯然，均衡價格論實質上就是供需論，即用供需關係來說明價格的決定。但是，均衡價格論並不僅僅局限於供需決定論，它在解釋需求變動與供給變動時，又引進了邊際效用論和生產費用論。
價格與供需是相互作用的連鎖關係，價格會影響供需，供需也會影響到價格。假設價格水準一定，如果需求大於供給，價格則會上升到當前價格以上，生產也會隨之增加。與之相反，假如需求少於供給，那麼價格就要降到當前價格以下，生產也會因之減少。此分析了供給、需求與價格的函數關係。 這種函數關係是: 需求表現為自左向右向下傾斜的曲線，它隨價格的上升而遞減。它之所以會遞減，主要因為效用是遞減的，隨著價格的下降，供應商認為投資該商品無利可圖，於是紛紛退出，進而導致價格與產量成反比成長；與之相反，供給則表現為自左向右向上傾斜的曲線，它隨價格的上漲而上升，它之所以向上升則是因為隨著價格的上漲，供應高會加大對該商品的投入，使得產量增加，進而使價格和產量成正比成長。商品的價格經過供給與需求的種種變數，當供給與需求處於均衡狀態時，即供給曲線和需求曲線相交時，就形成了均衡價格。
所謂需求價格，就是消費者為購買一定量的商品所願意支付的價格，它是由邊際效用決定的。價格越高，購買者就越少，銷售量就越少；與之相反，價格越低，購買者越多，銷售量就越大。
所謂供給價格，就是供應商對自己提供一定數量商品時所願意接受的價格，它是由生產成本決定的。生產的一般規律就是: 當預期商品出售的價格小於生產成本時，生產會減少；當預期商品出售的價格大於生產成本時，生產會增大。由此可以做出該商品的供給曲線。

## 经济学十大原理
1. 人们面对着权衡取舍
英文原文：
2. 机会成本就是你愿意放弃的事物的价值
英文原文：
3. 理性人考虑边际量
英文原文：
4. 人们会对激励作出反应
英文原文：
5. 交易可以使每个人更好
英文原文：
6. 市场通常是组织經濟活动的好办法
英文原文：
7. 政府行为有时候可以改善市场表现
英文原文：
8. 一个国家的生活水平取决于这个国家生产产品和提供服务能力的水平
英文原文：
9. 当政府印发过量的货币时价格也会随之上升
英文原文：
10. 社会面对着通货膨胀和失业的短期权衡取舍
英文原文：